# Azuga
Azuga ist eine Kleinstadt im Kreis Prahova in der Region Walachei in Rumänien.

## Lage
Azuga liegt im oberen Tal des Flusses Prahova. Westlich der Gemeinde befindet sich das Bucegi-, östlich das Baiu-Gebirge.

## Geschichte

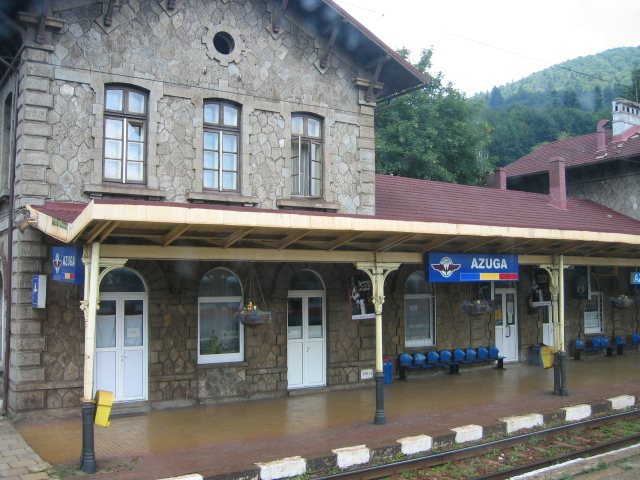
Bahnhof in Azuga

Die Region der heutigen Stadt wurde lange Zeit von Viehhirten genutzt. Die Siedlung entstand erst um 1800 und nahm durch die verkehrsgünstige Lage an einem der wichtigsten Karpatenpässe – dem Predeal-Pass – einen raschen Aufschwung. Ab 1830 siedelten sich Industriebetriebe an. 1879 erhielt der Ort Eisenbahnanschluss.
Im 20. Jahrhundert entwickelte sich Azuga zu einem Fremdenverkehrsort, wobei besonders der Wintersport eine bedeutende Rolle spielt. 1948 wurde Azuga zur Stadt erklärt.

## Bevölkerung
Durch die Entwicklung von Industrie und Tourismus nahm die Einwohnerzahl bis zur Revolution von 1989 kontinuierlich zu; 1956 wurden 3732, 1992 6487 Bewohner gezählt. Seitdem nimmt die Einwohnerzahl wieder ab.

## Verkehr
Azuga liegt an der Passstraße zwischen Bukarest und Brașov, der Nationalstraße 1, die hier der Europastraße 60 entspricht. Am westlichen Stadtrand befindet sich ein Bahnhof an der Bahnstrecke Ploiești–Brașov.

## Sehenswürdigkeiten
Azuga ist Ausgangspunkt für Wanderungen in das Bucegi-Gebirge – Teil der Transsilvanischen Alpen – und das Baiu-Gebirge – Teil der Ostkarpaten.

## Söhne und Töchter der Stadt
- Simona Păuca (* 1969), Kunstturnerin
- Ștefan Gavrilă (* 1989), Biathlet
- Alexandru Vagner (1989–2022), Fußballspieler